# Базилика Двенадцати Святых Апостолов
Базилика Двенадцати Святых апостолов или Санти-Апостоли (итал. Basilica dei Santi Dodici Apostoli) — титулярная церковь, трёхнефная базилика в Риме, составляющая часть Палаццо Колонна. Расположена в районе Треви на площади Санти Апостоли (Piazza Santi Apostoli). Относится к малым базиликам Рима (Basilica Minore). Первая церковь была посвящена святым апостолам Иакову Алфееву и Филиппу, чьи мощи покоятся в крипте базилики. Позднее церковь посвятили Двенадцати первоапостолам. Храм находится во владении меньших братьев францисканского ордена.

## История
На этом месте римский епископ Юлий I (337—352) построил церковь, которая получила название по его имени: Базилика Юлия (Basilica Iulia). Церковь упоминается в текстах V века под названием «Titulus apostolorum». В византийскую эпоху базилика была перестроена на остатках старой церкви в плане в виде греческого креста.
Строительство продолжалось в VI веке, когда Папа римский Пелагий I или, по иным данным, Папа Иоанн III расширяли церковь по случаю освобождения Рима от остготов в период 556—568 годов и победы над арианской ересью после Первого Константинопольского собора 381 года. Базилика Двенадцати Апостолов — единственная церковь в Риме, которая построена не на фундаментах ранее существовавших древнеримских зданий, хотя и с использованием античных материалов: «из Терм Константина, а не, как гласит легенда, из близлежащего Форума Траяна».
Вместо «греческого креста» план новой церкви представлял собой вариант римской базилики типа триконха (храм с тремя апсидами) без куполов. Известно также, что церковь была украшена мозаиками. Однако в 1348 году храм был разрушен землетрясением.
Церковь была восстановлена только в XV веке по инициативе Папы Мартина V (Оддоне Колонна), происходившего из семьи Колонна, веками жившей поблизости. Таким образом храм стал домашней церковью Колонна, дворец которых строили с XIII века и расширяли в XV веке для кардинала Оддоне Колонна (будущего Папы). В XVI—XVII веках Палаццо Колонна вместе с садами заняло весь квартал и включило церковь с фасадом, выходящим на Пьяцца Санти Апостоли.
Церковь была существенно перестроена при Папе Сиксте IV в 1471—1484 годах. Тогда же был возведен портик перед фасадом, а апсида базилики была украшена фресками Мелоццо да Форли. Во время реконструкции храма в 1711 году фрагменты росписи были сняты со стен и плафона апсиды и перенесены в Ватикан. Уцелели два фрагмента: «Христос, возносящийся на небо» (находится на лестнице Квиринальского дворца) и «Ангелы, играющие на музыкальных инструментах» (в IV зале Пинакотеки Ватикана).
В 1702 году Климент XI поручил капитальную реконструкцию здания архитектору Франческо Фонтана, преждевременно скончавшемуся в 1708 году. Ему наследовал его отец Карло Фонтана, которого в 1712 году заменил Николо Микетти. Новый архитектор спроектировал и построил в 1731—1735 годах Новые апартаменты (Appartamenti nuovi) Палаццо Колонна с длинным низким фасадом и высокими угловыми флигелями так, что церковь оказалась включённой в архитектуру дворца. Новая церковь была освящена Папой Бенедиктом XIII 17 сентября 1724 года.

## Архитектура и интерьер церкви
Главный фасад храма сохранил портик XV века, который скрывает неоклассический фасад дворца начала XIX века, оформленный Джузеппе Валадье. Великолепная аркада портика с постройкой дворца превратилась в лоджию, арки которой были забраны чугунной оградой. Верхний ярус лоджии с барочными наличниками окон относится к XVIII веку и завершается балюстрадой, на которой установлены статуи Христа и двенадцати апостолов. За оградой лоджии вход «охраняют» три скульптуры львов, оставшиеся от средневековой базилики (ранее они находились внутри), на постаменте одного из них есть латинская надпись, означающая имя мастера XIII века: «Bassallectus» (Вассаллетто). В лоджии-нартексе церкви можно увидеть различные надгробия XVIII—XIX веков, в том числе погребальную стелу гравёра Джованни Вольпато работы Антонио Кановы.
Свод главного нефа оформлен фреской Бачиччья — шутливое прозвание генуэзского живописца Дж. Б. Гаулли: «Триумф францисканского ордена» (1706—1707). В левом нефе — надгробие папы Климента XIV — первая работа Антонио Кановы в Риме (1787). Свод сакристии украшает фреска Себастьяно Риччи. В базилике похоронены кардиналы Базилио Бессарионе, Лоренцо Бранкати, Агостино Казароли, композитор Джироламо Фрескобальди.
Под главным алтарём находится обширная крипта, оформленная в 1869—1871 годах Луиджи Каримини с имитацией раннехристианских росписей темперой по мотивам росписей катакомб Сан-Каллисто и Домитиллы. В реликвариях наряду с останками титульных апостолов Филиппа и Иакова хранятся мощи других первомучеников, обнаруженных во время археологических исследований.
В нефе находятся два ренессансных надгробия: кардиналов Пьетро Риарио и Рафаэле Риарио, племянников Папы Сикста IV, помогавших своему дяде в реконструкции церкви. Надгробие Пьетро (слева) — результат совместной работы Андреа Бреньо, Мино да Фьезоле и Джованни Далмата (1474). Надгробие Рафаэле Риарио (справа) создано по рисункам Микеланджело.
В базилике находилось захоронение Микеланджело Буонарроти, до того как останки великого мастера были перенесены в церковь Санта-Кроче во Флоренции.
Капелла кардинала Виссариона (La Cappella di Bessarione)
Погребальная капелла была построена в середине XV века для кардинала Виссариона Никейского, просветителя XV столетия, византийского философа, выступавшего инициатором воссоединения православной и католической церквей. В капелле сохранились фрагменты фресок, приписываемых Антониаццо Романо и Мелоццо да Форли (1464—1467).

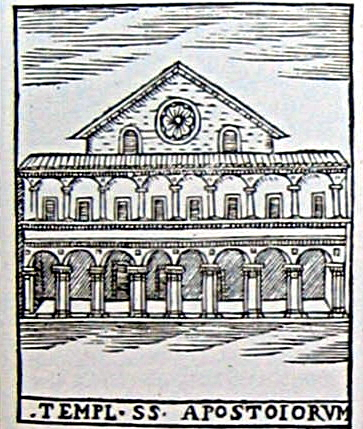
Вид церкви Санти-Апостоли. Гравюра на дереве Джироламо Франчино. 1588
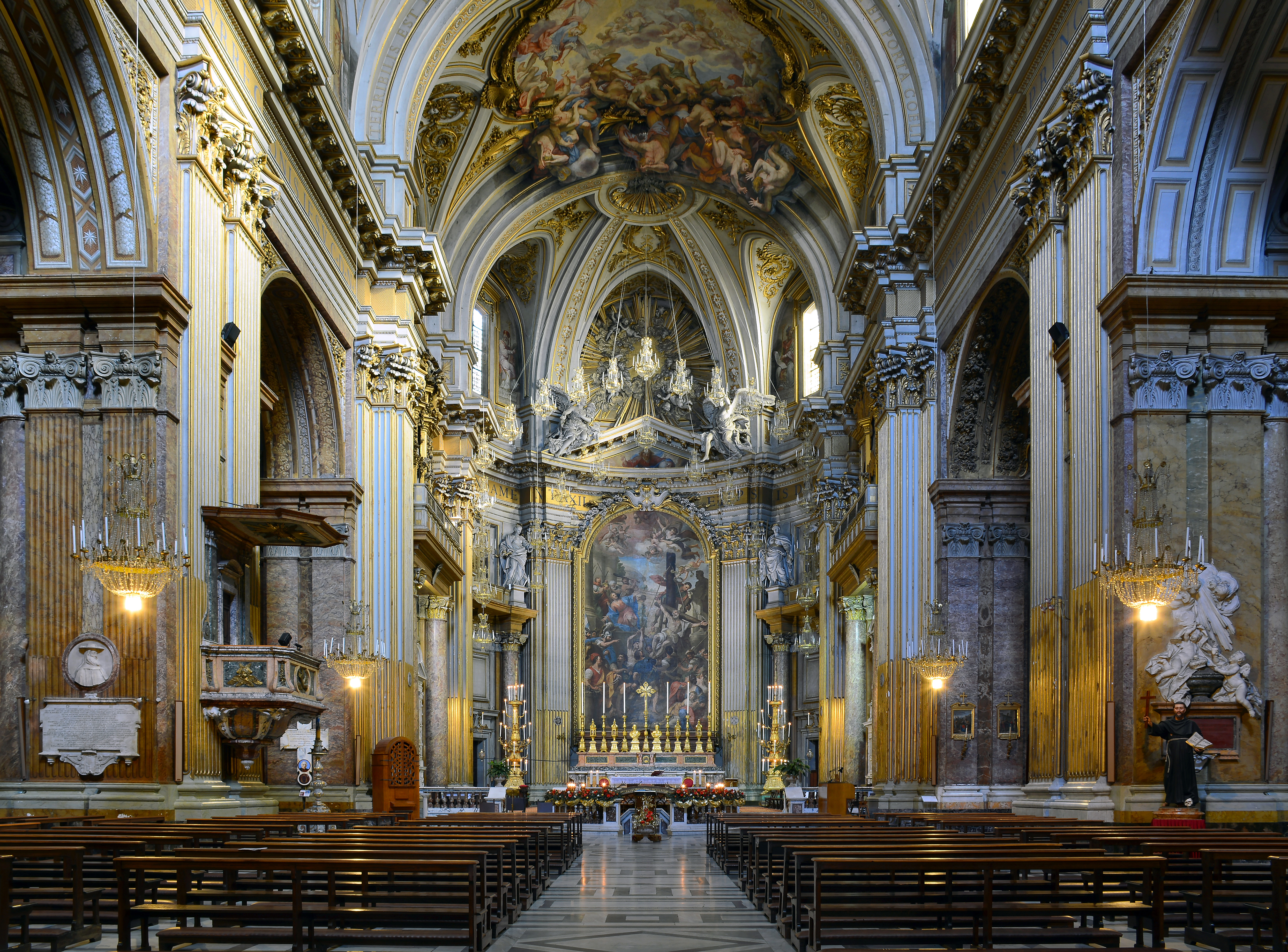
Главный неф церкви. Вид на алтарь
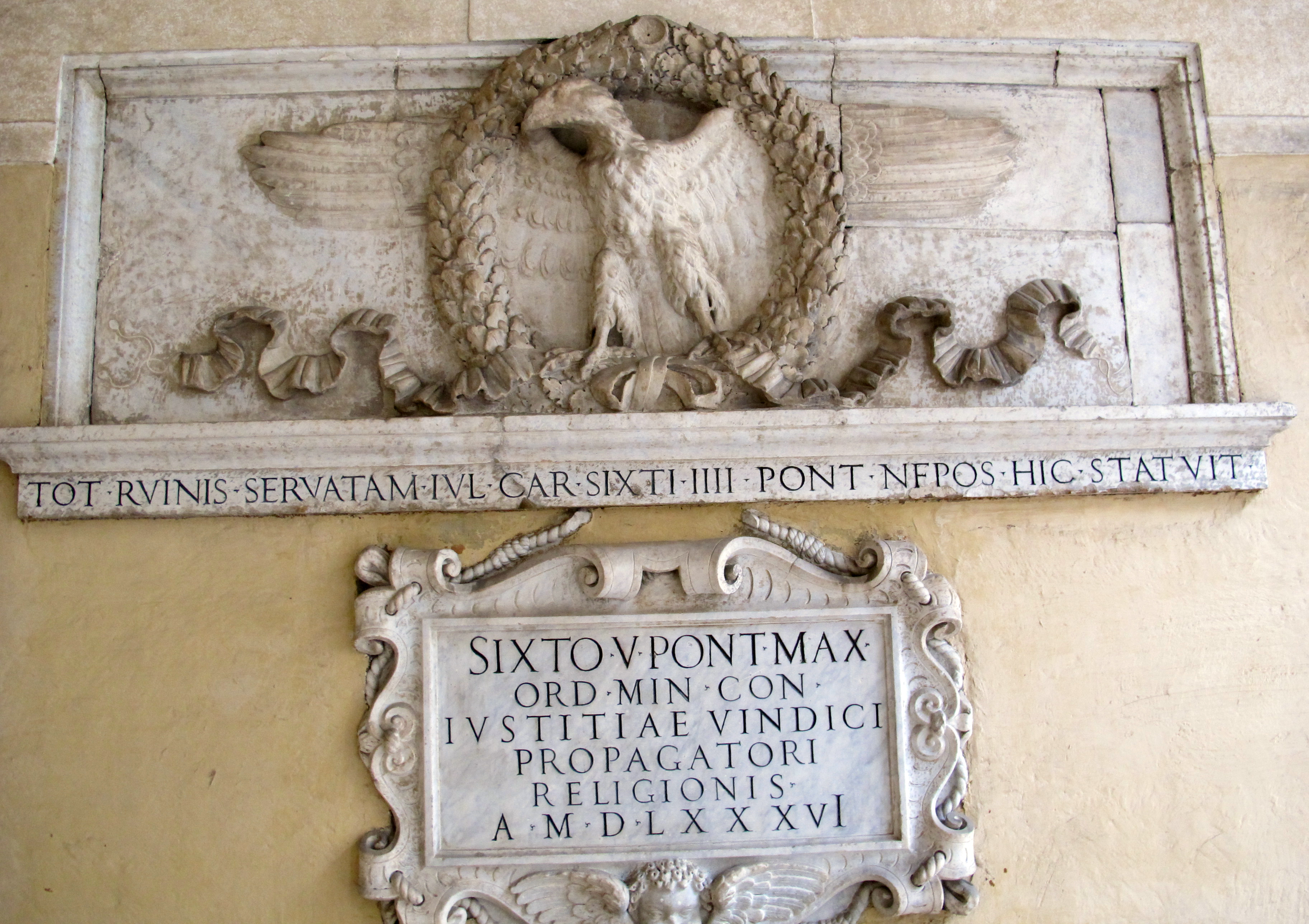
Барельеф с императорским орлом и девизами Пап Сикста III и Сикста V в лоджии церкви
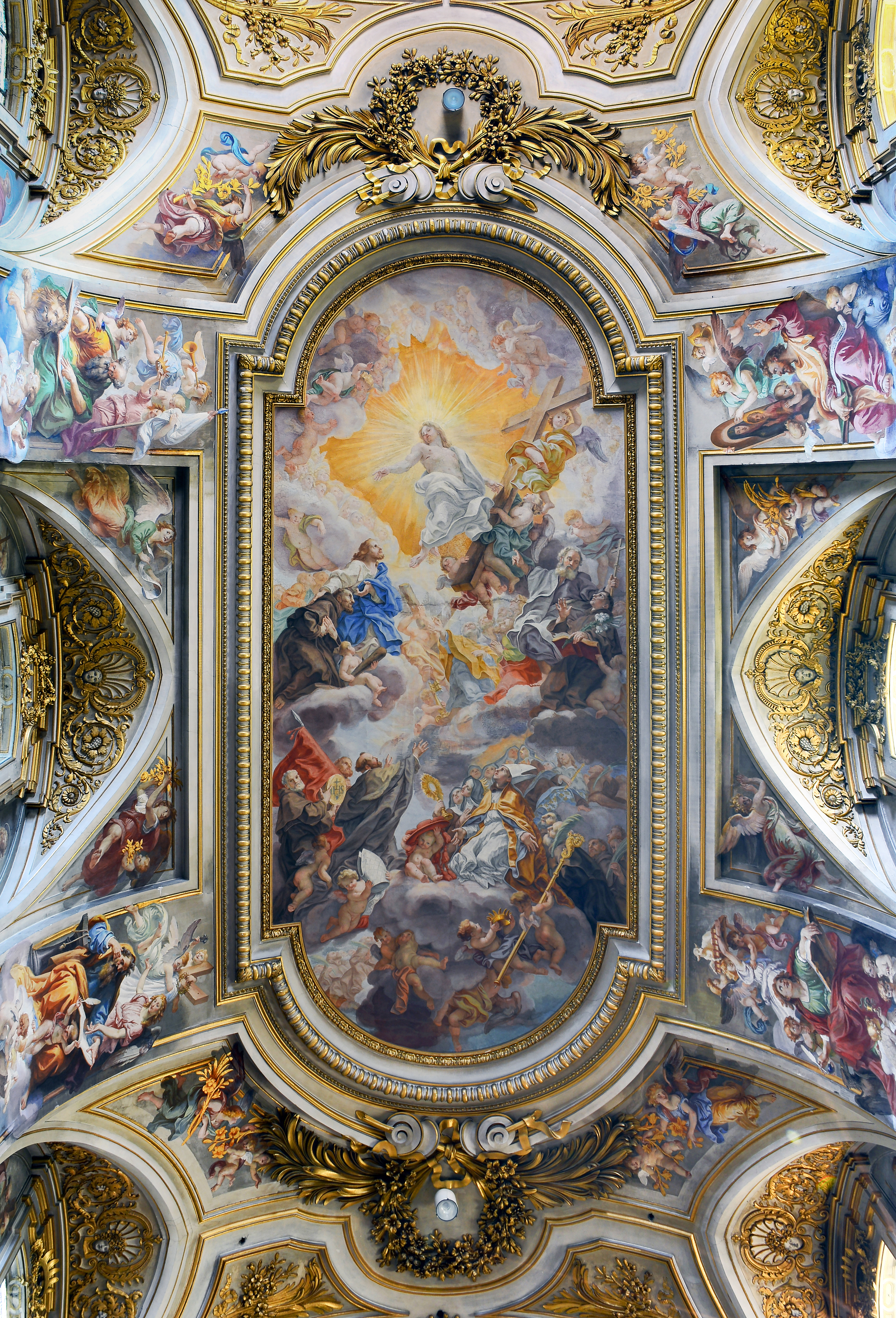
Дж. Б. Гаулли. Роспись плафона главного нефа «Триумф францисканского ордена». 1706—1707
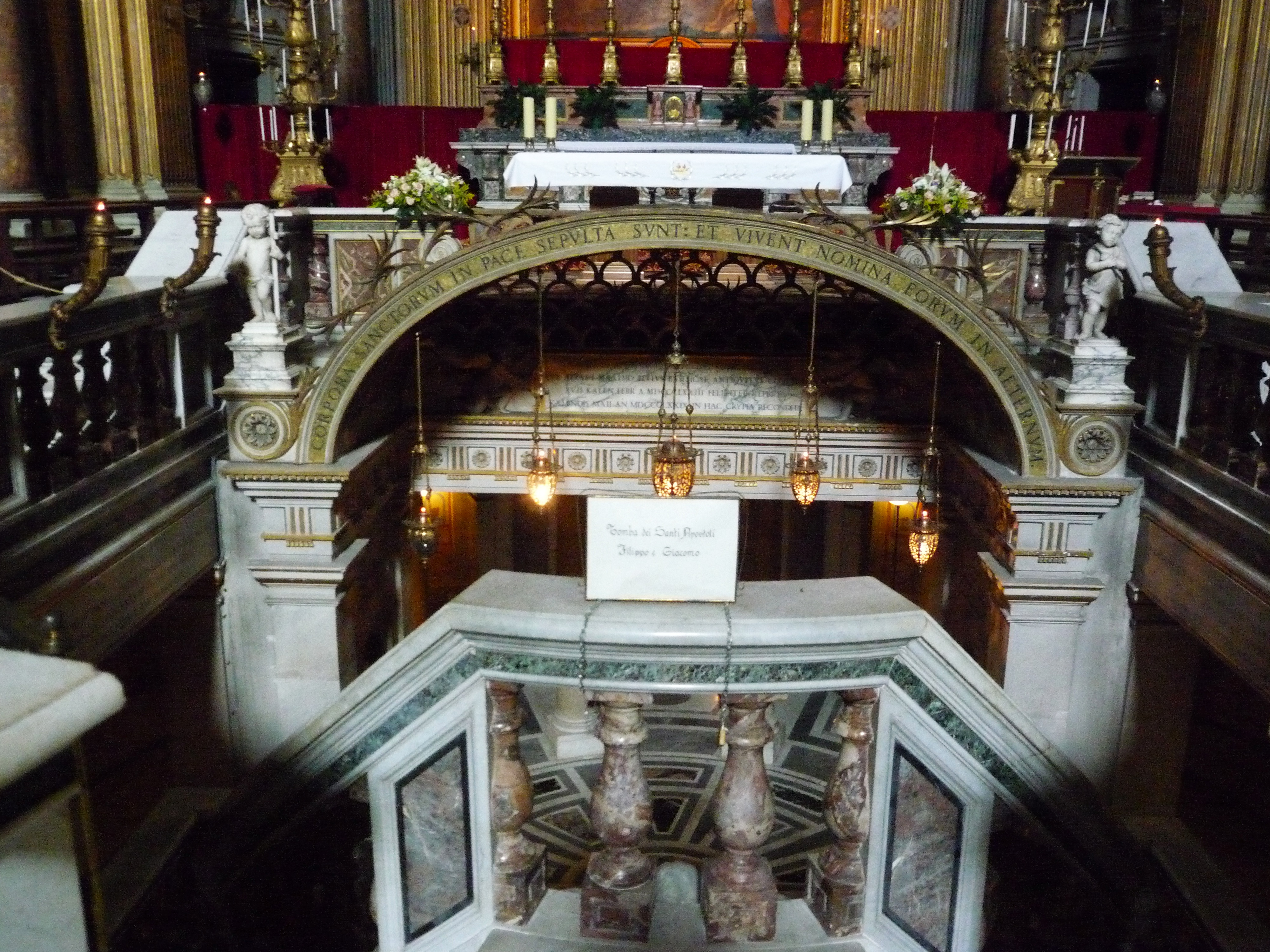
Вход в крипту
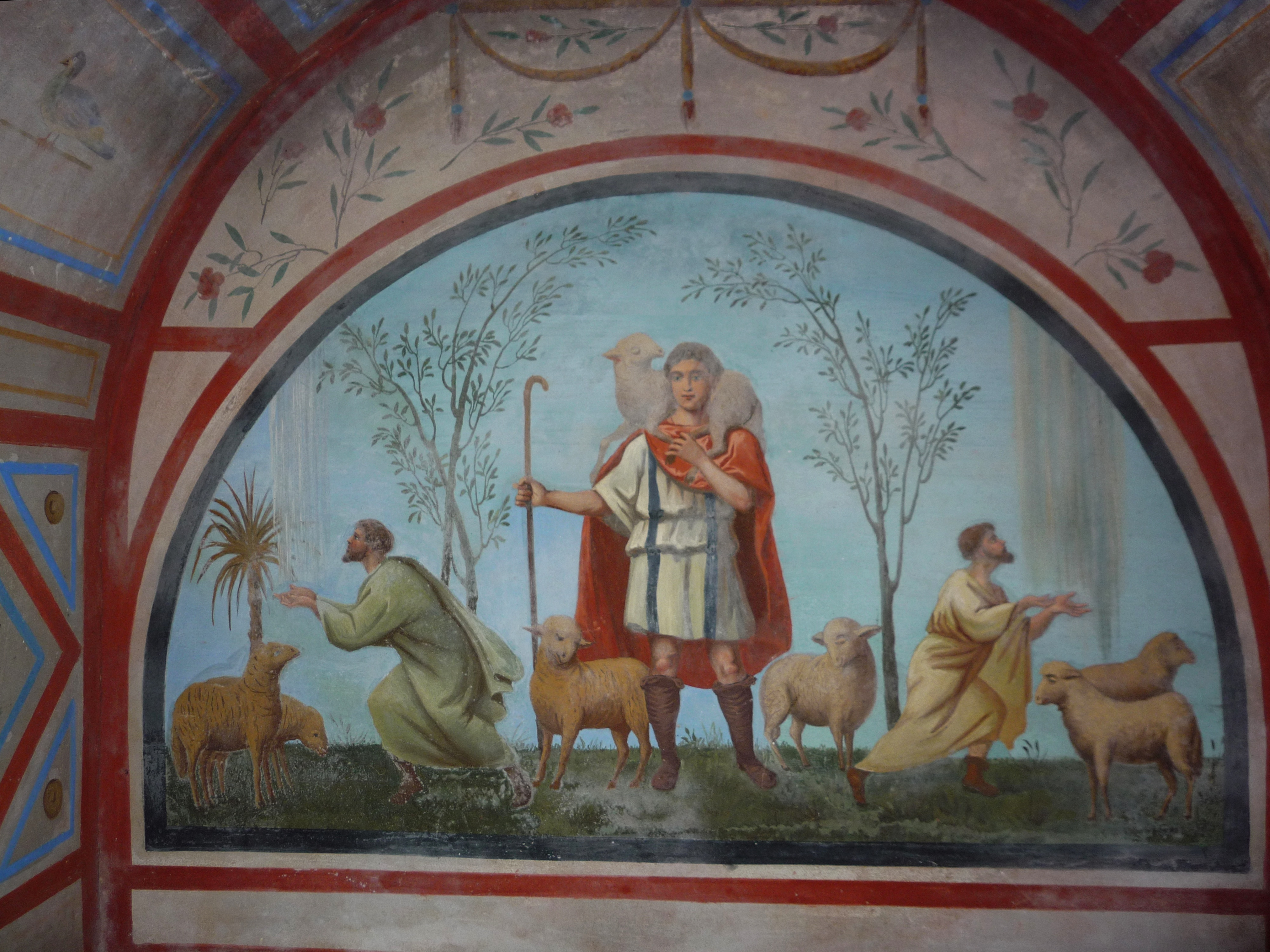
Фрески в раннехристианском стиле в крипте церкви
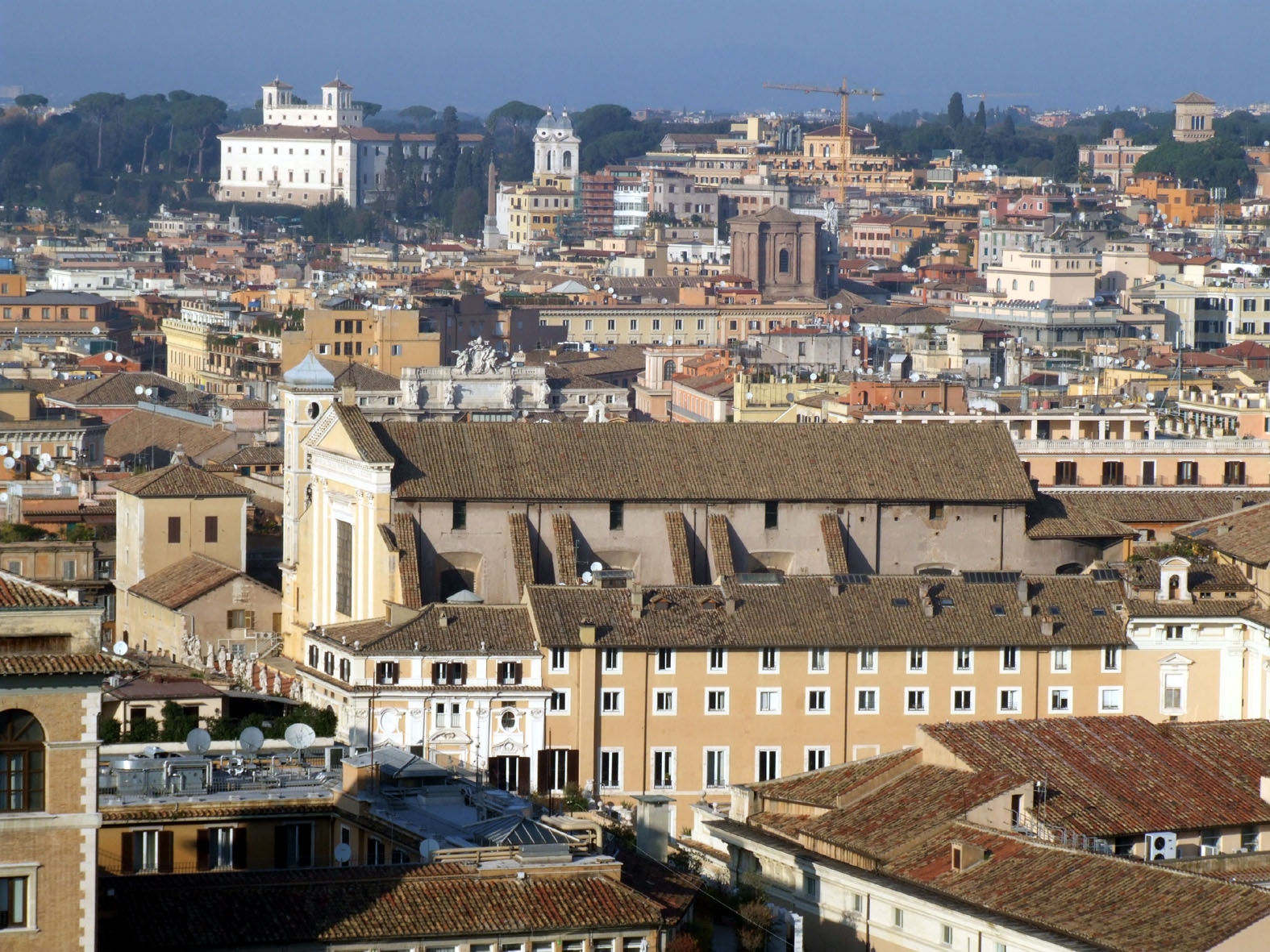
Панорама города. Вид на церковь Санти Апостоли
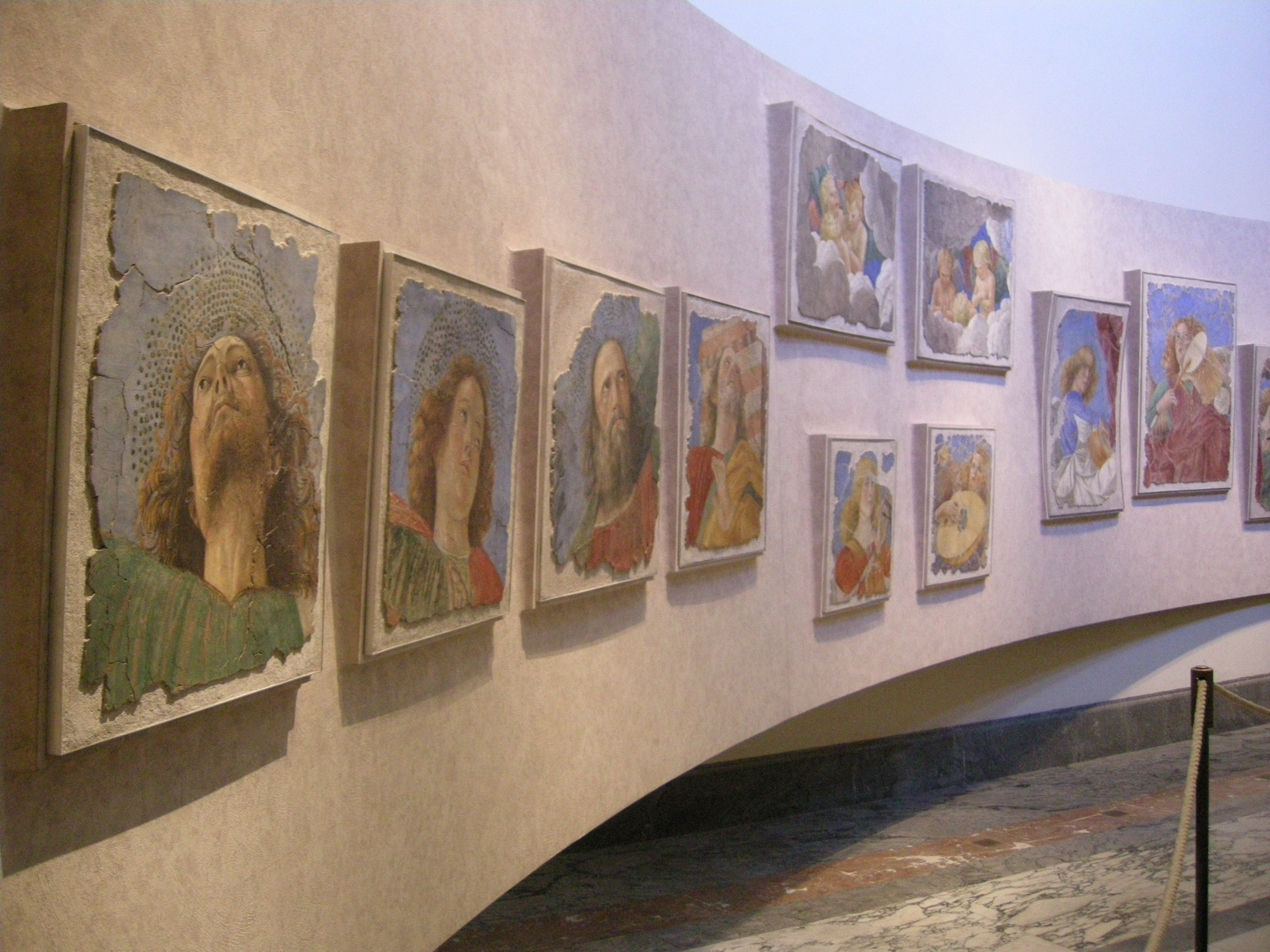
Фрагменты фресок Мелоццо да Форли в Пинакотеке Ватикана
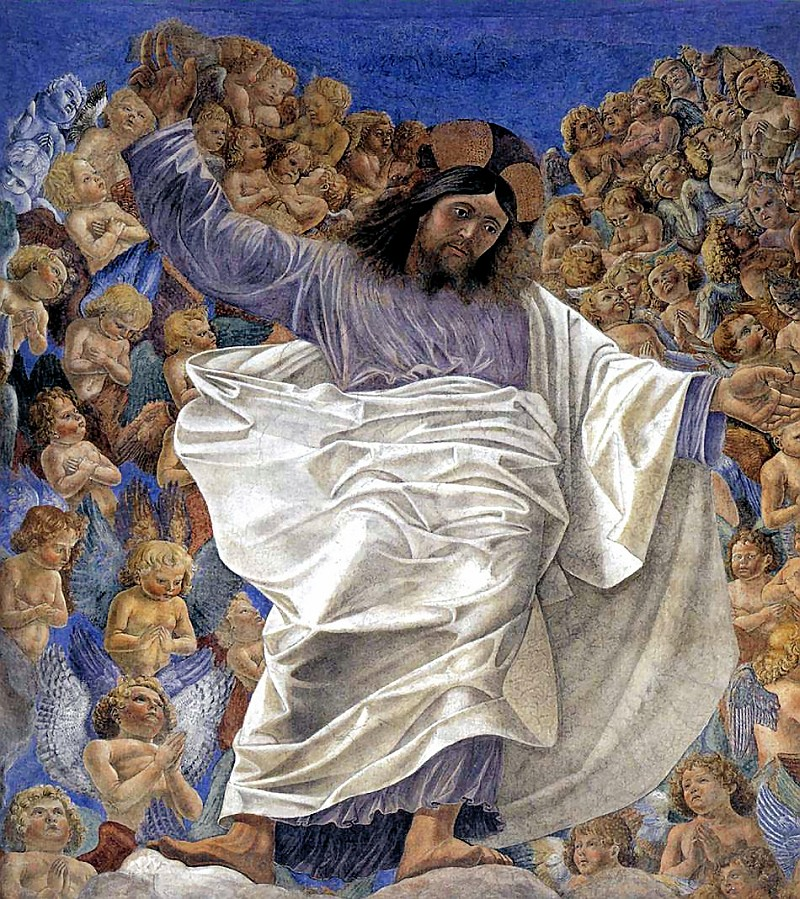
Мелоццо да Форли. Вознесение (Триумф) Христа. Деталь росписи свода апсиды церкви. 1483. Роспись перенесена на холст. Квиринальский дворец, Рим
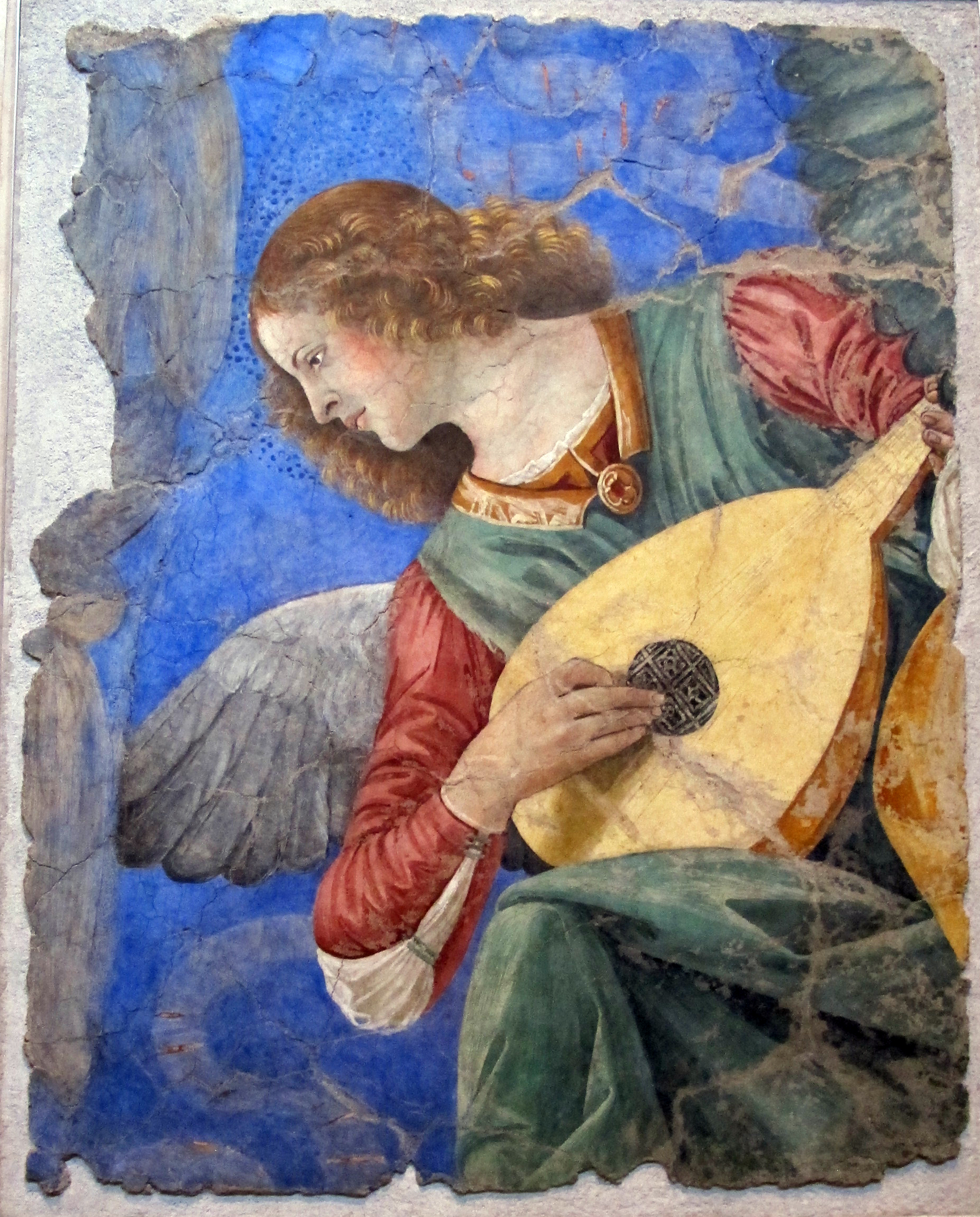
Мелоццо да Форли. Музицирующий ангел из церкви Санти-Апостоли. 1472—1474. Деталь фрески. Собрание Пинакотеки Ватикана